# Lil’ Kim
Кимберли Дениз Джонс (англ. Kimberly Denise Jones; родилась 11 июля 1974 года), более известная под псевдонимом Lil’ Kim — американская хип-хоп-исполнительница, композитор, актриса и модель.

## Биография

### Детство
Ким родилась в Бруклине (один из районов Нью-Йорка). Училась в Brooklyn High School вместе с известными рэперами Nas и Foxy Brown. Окончила школу на отлично. Однако, не продолжила образование в колледже или в университете из-за того, что уже в 14 лет начала музыкальную карьеру.
После того, как её родители развелись, опека над детьми была передана её отцу. Ким была непослушным ребёнком, но ей приходилось жить по строгим правилам её отца, из-за чего они постоянно ссорились. После очередных нравоучений и рукоприкладства она сбежала из дома..
Ким была вынуждена жить в квартирах своих друзей. Этот период жизни для неё был одним из самых трудных. Но всё изменилось, когда она встретилась с Кристофером Уоллесом, более известным под псевдонимном The Notorious B.I.G..

### 1994—1999: Junior M.A.F.I.A., Hard Core, популярность и смерть Biggie
Когда Ким работала продавцом в «Bloomingdale», все её друзья говорили, что она могла бы читать рэп. Именно в этот момент The Notorious B.I.G. и помог ей начать рэп-карьеру, сделав её членом рэп-команды под названием Junior M.A.F.I.A., записывавшейся на лейбле Bad Boy Records.
Талант Ким дал о себе знать на их дебютном сингле «Player’s Anthem» и на их дебютном альбоме под названием «Conspiracy». Помимо этого, Ким участвовала в других проектах, включая появления на Mona Lisa, The Isley Brothers и Total.
В 1996 году Ким выпустила свой сольный альбом Hard Core. На нём присутствовали такие рэперы, как The Notorious B.I.G., Puff Daddy (Diddy), Jermaine Dupri, Jay-Z и Lil’ Cease. Альбом дебютировал на 3 месте в чарте Billboard 200 и стал большим коммерческим успехом. С такими хитами, как Time To Shine и Not Tonight, Ким стала олицетворять сексуальную, свободную женщину и рэп-звезду. Тогда ещё не такая заезженная тематика уличных разборок с пушками, машинами и наркотиками вкупе с не приукрашенными текстами о сексе нашли своего слушателя и привлекли ещё непривычную к таким песням публику.
Многое изменилось в жизни Ким после того, как мир хип-хопа был потрясен убийством Бигги 9 марта 1997 года. Для неё это стало сильным ударом, но она продолжила свой путь в хип-хопе.
После смерти Бигги Ким взяла перерыв в записи своей собственной музыки. Однако, она продолжила работу над другими проектами. В 1998 году Ким была одним из исполнителей в туре «No Way Out» совместно с Puff Daddy. В этом же году она начинает рекламировать такие известные бренды как Versace, Dior и Dolce & Gabbana. Также она заняла должность главного администратора лейбла Queen Bee Records (сейчас известен как IRS Records).
В 1998 году, Ким стала лицом известного бренда Versace. Она стала единственной женщиной рэпером, которая когда-либо рекламировала этот бренд. В 1999 году она создаёт собственный лейбл «Queen Bee Intertainment» (в 2010 году она переименует его в «I.R.S. Records»).

### 2000—2002: The Notorious K.I.M., пик популярности и ссора с Diddy
В декабре 1999 года Ким сообщает телеканалу MTV, что она приступила к записи своего второго студийного альбома. Ким также упомянула, что она хочет поработать с такими продюсерами как Puff Daddy, Scott Storch и Rockwilder. Ранее, в 1999 году, Ким пыталась сотрудничать с продюсерами её предыдущего альбома, но то, что они предлагали, ей не понравилось.
В июне 2000 года вышел долгожданный альбом The Notorious K.I.M., который во многом адресован известному рэперу и близкому другу Ким The Notorious B.I.G. Альбом сразу же дебютировал на 4 месте в чарте Billboard 200 и разошёлся по всему миру в количестве 3 миллионов копий. Таким образом, альбом стал одним из самых продаваемых рэп альбомов того года.
Из альбома было выпущено 2 сингла. How Many Licks? и No Matter What They Say. Большого успеха в чартах они не добились.
В 2001 выходит коллаборация Lady Marmalade совместно с Кристиной Агилерой, Mya и Pink. Запись получила премию Грэмми за лучшее поп исполнение дуэтом или группой.
Она становится огромной звездой. Её музыка то и дело крутится на радио, её клипы постоянно ротируются на музыкальных каналах, у неё берут огромное количество интервью. Только за 2001 год у Ким берут 20 интервью, этого не смогла достичь даже Бритни Спирс, у которой в 2003 году взяли 12 интервью. Ким становится постоянной посетительницей всяческих мероприятий, принятых в шоу-бизнесе, и любимой мишенью журналистов.
В марте 2002 года Lil’ Kim ссорится с Diddy (который на тот момент был известен как Puff Daddy) и через месяц уходит с лейбла Bad Boy Records на лейбл Atlantic Records. В это же время Ким записала 2 песни к саундтреку WWE (World Wrestling Entertainment) которые не добились успеха. Ким заканчивает тур Jingle Ballers, который проводила совместно с Junior M.A.F.I.A., Ludacris и Nas.

### 2002—2004: La Bella Mafia, роман с Scott Storch и собственная линия одежды Hollyhood
В апреле 2002 года Ким начинает работу над своим третьим альбомом под названием La Bella Mafia, что в переводе с итальянского означает «Прекрасная Мафия». Весь альбом выдержан в стиле мафии. Во время записи альбома Ким заводит роман с продюсером Scott Storch. Перед выпуском альбома Ким снялась обнаженной для журнала Playboy и записала куплет для трека Can’t Hold Us Down с альбома Кристины Агилеры Stripped.
В марте 2003 года Lil’ Kim выпускает альбом La Bella Mafia. Это было уже возвращением к тому звучанию, которое так завораживало в Hard Core. Над альбомом потрудилось много лучших продюсеров. Альбом сразу же дебютирует на пятой строчке в чарте Billboard 200. Синглы Magic Stick и The Jump Off добились успеха во всем мире.
В июле этого же года Ким выпускает собственную линию одежды под названием «Hollyhood» и создаёт собственные украшения под названием «Diamond Roses».
В сентябре 2003 года, Ким стала лицом легендарного бренда Dolce & Gabbana.

### 2004—2006: The Naked Truth и обвинения в лжесвидетельствовании
В конце 2004 года Ким приступает к записи четвёртого студийного альбома «The Naked Truth». В отличие от предыдущих трех альбомов Ким, этот альбом не изобилует продюсерами. На этом диске их всего четыре: Scott Storch, J.R. Rotem, Fredwreck и Timbaland.
В июле 2005 года Lil’ Kim была уже готова выпустить альбом, но тут её обвинили в лжесвидетельствовании по старому делу в перестрелке 27 февраля 2001 года возле радиостанции Hot 97 и приговорили к году пребывания в тюрьме (подробнее читайте в разделе «Проблемы с законом»). Несмотря на это, в начале августа 2005 года Ким возвращается в студию чтобы записать, по её мнению, недостающий материал для альбома.
27 сентября 2005 года, за день до заключения Ким в тюрьму, она выпускает альбом Альбом стал откровением для слушателей, поскольку альбом раскрывал многие биографические данные о Ким, те данные которые слушатели до выхода альбома не знали. Альбом называется «Голая Правда».
С коммерческой точки альбом стал слабее предыдущих. Альбом дебютировал на 6 строчке в Billboard 200. Альбом получил золотую сертификацию в США.
В 2004 году Ким создала собственную марку одежды «Hollyhood» (в 2013 году она переименует свой бренд в «Iceberg»). Ким рекламировала свой бренд вместе с Памелой Андерсон и Пэрис Хилтон. В этом же году она создала свой бренд украшений под названием «Royalty by Lil' Kim». Критикам больше всего понравилось ожерелье за 100 тысяч долларов, кольцо за 35 тысяч долларов и часы за 40 тысяч долларов. В 2005 году сделала несколько пар обуви для известного бренда Louis Vuitton. В ноябре 2012 года Ким создала свой собственный алкогольный коктейль под названием «Queen Bee» и молочный коктейль под названием «Shake It Kim». Эти коктейли стали очень популярны в ночных клубах США. В этом же году Ким создала свой салон красоты «Salon Se Swa».

### 2006—2008: Освобождение из тюрьмы, первый микстейп
28 сентября 2006 года Ким выпускают из тюрьмы. У Ким сразу начали брать множество интервью, её клипы стали активней крутиться на музыкальных каналах и в январе 2007 года Ким сообщает журналу Billboard, что её альбом выйдет во второй половине 2007 года.
В октябре 2006 года Ким разрывает контракт с Atlantic Records, из-за того что у её альбома, The Naked Truth, были слабые продажи по-сравнению с её предыдущими альбомами. Сама Ким это прокомментировала так:

Я даже толком ничего не успела понять. Я просто пришла в офис к Крэйгу Каллмэну (это совладелец Atlantic Records), на следующий день после выхода из тюрьмы, и он сказал мне чтобы я собирала свои вещи и уходила с лейбла. Мне было очень обидно. Ведь я так привыкла к людям которые меня окружали. Это моя менеджер Хиллари Уестон, это мои ассистенты Ла Ла и Нэйт, это мой менеджер по рекламе Гордон Шантей, это моя менеджер по медиа Трейси Нельсон, это моя стилистка Криматон Колл, это мой режиссёр видео-клипов Кирк Фрэйзэр и ещё очень много-много людей которые окружали меня все эти годы. Они очень хорошие ребята. Я не хочу их терять. Я прекрасно знаю что если я уйду они все останутся без работы. Но я вынуждена уйти.

В 2008 выходит первый микстейп Ким Ms. G.O.A.T. (Greatest of All Times)

### 2009—2010: Перерыв в карьере, Winterbeatz Australia Tour
Ким решила сделать перерыв в карьере потому что она чувствовала себя усталой, изнеможенной, нервной и агрессивной. В марте 2009 года выходит сингл Download, исполненный совместно с певцами T-Pain и Charlie Wilson. Сингл провалился коммерчески, не попал в Billboard Hot 100.
В декабре 2009 года, Ким выпустила ещё один сингл, «Hey Hoe», исполненный совместно с рэпером Ludacris.

### 2010—2011: Black Friday, Война сНики Минаж
В 2010 году Ким переименовывает свою марку одежды с Hollyhood на Iceberg
В ноябре 2010 года начинается война с Ники Минаж. Война произошла потому, что Ники оскорбляла Ким на треках Did It On 'Em и Roman’s Revenge. На Did It On 'Em Ники назвала её «упавшей звездой» и «пенсионеркой». В свою очередь Ким оскорбила Ники на треках Black Friday и Pissin' On Em.
14 февраля, 2011 года (День святого Валентина) выходит её микстейп Black Friday. На обложке альбома изображена Ким, одета в самурайскую одежду и отрезает голову Ники Минаж.
В ноябре 2011 года Ким выпускает два сингла I Am Not The One и Keys To The City исполненный с другом Ким и рэпером Young Jeezy.

### 2012—по настоящее время: Пятый студийный альбом
С марта по июнь 2013 Ким проводит тур Return Of The Queen Tour. Этот тур прошёл только в США.
В ноябре 2012 года, Ким заявила что она начала записывать свой пятый студийный альбом, который она решила назвать «Hard Core: All Hail The Queen».
В начале 2013 года Ким переименовывает свою марку одежды «Hollyhood» на «Iceberg». Теперь марка специализируется на дорогой одежде, а не на уличной.
19 июня выходит микстейп нового артиста Ким, Tiffany Foxx под названием «Yellow Tape».
6 июля Ким выступает на BET Rip The Runway, презентуя свою новую одежду. Для этого Ким специально записала сингл под названием «If You Love Me». Он был выпущен 11 июля.
6 июля Ким выпускает сингл под названием "Love Song. Вместе с этим треком, Ким выложила на Last.Fm ещё четыре трека, One Hundred (совместно с Diddy) и Looks Like Money.

## Вражда с другими артистами

### Вражда с Foxy Brown
С детства, Ким дружила с рэпершей Foxy Brown. Они развлекались вместе и разговаривали друг с другом до шести утра. Но потом Ким стал продюсировать Diddy, а Фокси стал продюсировать Jay-Z.
Они все же оставались друзьями. Появлялись вместе на обложках журналов, снимались вместе в видеоклипах и тд.
Сотряслась их дружба тогда, когда вышли их дебютные альбомы. На обложке альбома Фокси под названием «Ill Na Na», она носила ту же одежду что и Ким на своем дебюте «Hard Core».
В 1997 году Ким и Фокси должны были записать совместный альбом под названием «Thelma & Louise». Но, ссора этих двух рэперш помешала закончить альбом.
В июле 1998 года было совершено нападение на Фокси. И Ким была первой кто позвонил ей. Это как-то облегчило их ссору. Но уже в марте 1999 года они опять поссорились, потому что на сингле рэпера и друга Ким Lil’ Cease «Play Around» в конце куплета Ким, Diddy произносит «Stop sounding like Lil’ Kim, bitch Foxy», что в переводе с английского означает «перестань звучать как Ким, сучка Фокси». После этого на многих плакатах в США было написано «Почему Foxy Brown звучит почти как Lil’ Kim?».
После этого Ким и Фокси стали врагами навсегда.
Это официальная версия происходящего. Ходят слухи, что на самом деле вся война из-за звания «Королева Хип-Хопа». Так как Фокси и Ким были самые видные женские исполнители того времени в хип-хопе.

### Вражда с Shyne
Когда Shyne дебютировал к конце 90-х, его сразу начали сравнивать с Notorious B.I.G. ввиду некоторого сходства их вокалов. В то время Ким состояла в отношениях с B.I.G. На своем альбоме Notorious K.I.M. она задиссила Shyne в одном из треков.

### Вражда с Ники Минаж
Вражда между Ким и Ники Минаж началась после того, как музыкальные критики начали отмечать что Ники Минаж копирует стиль Ким. Ники посчитала, что так высказалась Ким. И начала вражду с ней. Минаж обсыпает оскорблениями Ким на синглах Did It On’Em и на Roman’s Revenge. В свою очередь Ким посвящает весь свой микстейп Black Friday..

## Пластические операции
В 2006 году Ким впервые сделала пластическую операцию для того чтобы восстановить свой вид после года пребывания в тюрьме. Ким ещё делала около 10 пластических операций. Последняя из них, проведенная в июне 2013 года, стала самой удачной и Ким почти удалось восстановить своё настоящее лицо, которое у неё было до того как она сделала свою первую операцию.

## Проблемы с законом
В 2005 году Lil’ Kim была осуждена на один год пребывания в тюрьме из-за того, что Ким участвовала в перестрелке с рэперами D-Roc и DJ Clue.
За три месяца до освобождения было снято реалити шоу под названием «Lil’ Kim: Countdown To Lockdown». Певица Дебора Харри выпустила сингл под названием «Dirty & Deep». Эта песня стала заглавной песней шоу.

## Личная жизнь
Примерно с 1994 года состояла в отношениях с рэпером Notorious B.I.G до его смерти в 1997. Была беременна от него, но в итоге сделала аборт.
С 2012 по 2014 год Ким встречалась с рэпером Mr. Papers. У бывшей пары есть дочь — Ройал Рейн (род.09.06.2014). Также в 2007 году она встречалась с певцом Рэем Джеем. Их отношения продлились всего год.

## Музыка и стиль
Ким известна своей профессиональной читкой и откровенными текстами. Она обладает агрессивным, четким, а в чём-то даже жестоким флоу. В своих текстах она затрагивает политические и социальные проблемы. Помимо этого читает про любовь, секс, тусовки и свою жизнь.

## Дискография

### Студийные Альбомы
| Название             | Детали                                                                                | Пиковые позиции в чартах | Пиковые позиции в чартах | Пиковые позиции в чартах | Пиковые позиции в чартах | Пиковые позиции в чартах | Пиковые позиции в чартах | Пиковые позиции в чартах | Пиковые позиции в чартах | Сертификации                    | Продажи                                                |
| Название             | Детали                                                                                | US                       | US R&B                   | FRA                      | GER                      | JPN                      | NL                       | SWI                      | UK                       | Сертификации                    | Продажи                                                |
| -------------------- | ------------------------------------------------------------------------------------- | ------------------------ | ------------------------ | ------------------------ | ------------------------ | ------------------------ | ------------------------ | ------------------------ | ------------------------ | ------------------------------- | ------------------------------------------------------ |
| Hard Core            | - Released: November 12, 1996 - Label: Big Beat, Atlantic - Formats: cassette, CD, LP | 11                       | 3                        | —                        | —                        | —                        | —                        | —                        | 116                      | - US: 2x Платиновый             | - US: 2,000,000 (на 2007)                              |
| The Notorious K.I.M. | - Released: June 27, 2000 - Label: Atlantic - Formats: cassette, CD, LP               | 4                        | 1                        | 70                       | 76                       | —                        | 85                       | 100                      | 67                       | - US: Платиновый - CAN: Золотой | - US: 1,416,000 (на 2007) - World: 3,230,000 (на 2007) |
| La Bella Mafia       | - Released: March 4, 2003 - Label: Atlantic - Formats: CD, cassette, LP               | 5                        | 4                        | 105                      | 82                       | 33                       | —                        | 81                       | 80                       | - US: Платиновый                | - US: 1,100,000 (на 2007) - World: 2,020,050 (на 2007) |
| The Naked Truth      | - Released: September 27, 2005 - Label: Atlantic - Formats: CD, LP, digital download  | 6                        | 3                        | —                        | —                        | 46                       | —                        | —                        | —                        | - US: Золотой                   | - US: 500,000 (на 2014)                                |
| 9                    | - Released: October 11, 2019 - Label: Queen B, eOne                                   |                          | 22                       | 22                       |                          |                          |                          |                          | 70                       |                                 |                                                        |

### Коллаборации
| Название   | Детали                                                                          | Пиковые позиции в чартах | Пиковые позиции в чартах | Пиковые позиции в чартах | Сертификации |
| Название   | Детали                                                                          | US                       | US R&B                   | CAN                      | Сертификации |
| ---------- | ------------------------------------------------------------------------------- | ------------------------ | ------------------------ | ------------------------ | ------------ |
| Conspiracy | - Released: August 29, 1995 - Label: Big Beat, Atlantic - Formats: cassette, CD | 8                        | 2                        | 64                       | - US: Gold   |

### Микстейпы
| Название       | Детали                                                                        |
| -------------- | ----------------------------------------------------------------------------- |
| Ms. G.O.A.T.   | - Released: June 3, 2008 - Label: Money Maker - Formats: CD, digital download |
| Black Friday   | - Released: February 14, 2011 - Label: IRS - Formats: CD via PayPal           |
| Hard Core 2k14 | - Released: September 11, 2014 - Label: IRS - Formats: digital download       |

## Туры

### Сольно
- The Notorious K.I.M. Tour (2000)
- 2010 Tour (2010)
- Return of the Queen Tour (2012)
- Hardcore Mixtape Tour (2014)

### Совместно
- No Way Out Tour (с Puff Daddy & The Family) (1997—1998)
- Winterbeatz Australia (с Fabolous, Mario, 50 Cent and G-Unit) (2011)

## Фильмография

### Фильмы
| Год  | Фильм                                         | Роль              |
| ---- | --------------------------------------------- | ----------------- |
| 1997 | Gangstresses                                  | Себя              |
| 1999 | Это всё она                                   | Алекс             |
| 2000 | Воля случая                                   | Себя              |
| 2001 | Образцовый самец                              | Себя              |
| 2002 | Juwanna Mann                                  | Тина Паркер       |
| 2003 | Those Who Walk in Darkness                    | Soledad O’Roark   |
| 2003 | Gang of Roses                                 | Chastity          |
| 2004 | Nora’s Hair Salon                             | Себя              |
| 2004 | Танцы улиц                                    | Себя              |
| 2005 | Lil' Pimp                                     | Sweet Chiffon     |
| 2005 | There’s a God on the Mic                      | Себя              |
| 2007 | Life After Death: The Movie — Ten Years Later | Себя              |
| 2008 | Супергеройское кино                           | Xavier’s daughter |

### Видео-игры
| Год  | Название              | Роль | Примечания |
| ---- | --------------------- | ---- | ---------- |
| 2004 | Def Jam: Fight for NY | Себя | Озвучка    |

### Телевидение
| Год  | Фильм                                                    | Роль                                        | Эпизод                                          |
| ---- | -------------------------------------------------------- | ------------------------------------------- | ----------------------------------------------- |
| 1999 | V.I.P.                                                   | Freedom Fighter                             | Mao Better Blues                                |
| 1999 | FANatic                                                  | Себя                                        |                                                 |
| 2001 | DAG                                                      | Gina Marie                                  | Guns and Roses                                  |
| 2001 | Moesha                                                   | Diamond                                     | Paying the Piper                                |
| 2001 | Making the Video                                         | Себя                                        | Lady Marmalade                                  |
| 2001 | The Parkers                                              | Себя                                        | Take the Cookies and Run                        |
| 2003 | American Dreams                                          | Shirley Ellis                               | Another Saturday Night                          |
| 2003 | Ride with Funkmaster Flex                                | Себя                                        | The Jump-off with Eminem                        |
| 2003 | MOBO Awards 2003                                         | Host                                        | TV special                                      |
| 2004 | Fuse Full Frontal Hip-Hop                                | Host                                        | TV special                                      |
| 2004 | The Apprentice                                           | Себя                                        | Crimes of Fashion                               |
| 2005 | The Apprentice                                           | Себя                                        | Bling It On                                     |
| 2006 | Lil' Kim: Countdown to Lockdown                          | Себя                                        |                                                 |
| 2007 | The Game                                                 | Себя                                        | Media Blitz                                     |
| 2007 | Boulevard of Broken Dreams                               | Себя                                        |                                                 |
| 2007 | The Pussycat Dolls Present: The Search for the Next Doll | Judge                                       |                                                 |
| 2008 | Pussycat Dolls Present: Girlicious                       | Judge                                       |                                                 |
| 2009 | Dancing with the Stars                                   | Contestant                                  |                                                 |
| 2009 | Paris Hilton’s My New BFF                                | Guest judge                                 | Have My Back                                    |
| 2012 | Pregnant in Heels                                        | Herself                                     | Rosie’s Relationship Retreat                    |
| 2014 | Celebrities Undercover                                   | Jamilla                                     |                                                 |
| 2014 | David Tutera’s CELEBrations                              | Client                                      | Queen B’s Baby Bash                             |
| 2014 | BET 2014 Soul Train Awards                               | Себя (вместе с Мисси Эллиотт и Da Brat)     | 27th Annual Soul Train Awards                   |
| 2015 | Dancing with the Stars                                   | Себя (вместе с Пэтти Лабелль и Эмбер Райли) | Dancing with the Stars 10th Anniversary Special |